# Vittorio Gottardi
Vittorio Gottardi (Treviso, 9 gennaio 1860 – Treviso, 30 aprile 1939) è stato uno scrittore e politico italiano.

## Biografia
Dal 1887 fu per undici anni direttore delle scuole comunali di Rovigo.
Nel 1891 iniziò la militanza nelle file del socialismo polesano al fianco di Nicola Badaloni, dopo aver conosciuto anche Camillo Prampolini e Andrea Costa.
Con prose e componimenti poetici in dialetto, collaborò a vari periodici socialisti polesani e veneti, nell'intento di spiegare con parole ed esempi concreti i concetti fondamentali del socialismo e della lotta di classe.
Svolse intensa attività di propaganda e di educazione politica nel basso Polesine e fu la figura di maggiore autorevolezza del circolo socialista di Rovigo, al quale aderì anche la giovane Lydia Piva. Venne deliberatamente coinvolto, per volontà del blocco sociale che faceva capo a Giovanni Battista Casalini, nella repressione dei fatti del maggio 1898 e fu colpito da un provvedimento di inusitata durezza e di dubbia legittimità con il licenziamento da direttore didattico votato dal consiglio scolastico provinciale.
Dopo una breve esperienza politica come consigliere comunale a Rovigo, fu tra i promotori a Treviso del movimento socialista, per poi passare a collaborare a Milano con Filippo Turati.
Morì a Treviso nel 1939.

## Opere
- Mesi vecchi. Versi nuovi, Treviso, Antonio Longo, 1883.
- Prime nozioni di geografia, Feltre, Tip. Edit. Panfilo Castaldi, 1887.
- Piccole storie. Libro di Lettura per la prima classe elementare, Rovigo, Stab. Tip. Lit. A. Minelli, 1889.
- In casa nostra. Libro di geografia e storia per la terza classe elementare, Rovigo. Stab. Tip. Lit. A. Minelli, 1890.
- Acqua ciara. Soneti, Portogruaro, Tip. prem. ditta Castion, 1891.
- L'amore del libro. Conferenza tenuta in Rovigo il giorno 25 novembre 1888 per invito dell'associazione Magistrale del Polesine, Rovigo, Stab. Tip. Vianello, 1891.
- Programmi didattici per le scuole elementari, Rovigo, Stab. Tip. Lit. A. Minelli, 1891.
- Dopo il ballo. Monologo in versi, Rovigo, Stab. Tip. Lit. A. Minelli, 1892.
- Oberdan. Conferenza tenuta in Rovigo la sera del 20 Dicembre 1891, Treviso, Stab. Tip. Lit. N. Zanardini, 1892.
- Parole e pensieri. Il primo libro per i bambini delle scuole elementari, Rovigo, Stab. Tip. Lit. A. Minelli, 1893.
- La leggenda di Bertoldo, Cividale, Tip. Giovanni Fulvio Edit., 1894.
- Il movimento socialista nel Veneto. Relazione detta al II Congresso socialista veneto. Legnago 3 giugno 1894, Este, Tip. sociale, 1894.
- Ragazzi per bene. Piccolo galateo per gli alunni delle classi elementari, Palermo, Sandron, 1896.
- Favole sociali. Versi, Torino, Libreria editrice socialista del Grido del popolo, 1897.
- In fino a morte. Idillio, Badia pol., Zuliani, 1900.
- La boie...!, Padova, Soc. cooperativa tipografica, 1904.
- Seminiamo! Corso di letture per le scuole rurali maschili e femminili. Libro per la terza classe, Milano, Casa Edit. L. F. Pallestrini e C., 1904.
- Seminiamo! Corso di letture per le scuole rurali maschili e femminili. Libro per la seconda classe, Milano, Signorelli, 1904.
- La nostra gente. Libro di storia per gli alunni e le alunne della sesta classe con Augusto Freedom, Milano, Trevisini, 1905.
- Amate! Letture per la classe quinta elementare femminile, con Augusto Freedom, terza ed. riveduta, Milano, presso l'Amministrazione del giornale La Scuola, 1910.
- Il canzoniere. Sonetti cento, con lo pseudonimo P. P. X [Pius papa X], Pavia, Mattei, Speroni e C., 1910.
- Il programma socialista. Elezioni politiche del 1913, collegio S. Donà - Portogruaro, s.l., s.n., 1913.
- Fiamma lontana. Idillio [in versi], Milano, Casa ed. La Scuola, 1914.
- Dedicata ai neutralisti .... in buona fede. Lettera a un "compagno", Treviso, Tip. Longo, 1915.

### Traduzioni e prefazioni
- Omar Khayyām, Le quartine, tradotte da Vittorio Gottardi, Milano, Societa Tip. Edit. Popolare, 1903.
- Comunardo Braccialarghe, Il roveto ardente (dal manoscritto di un perseguitato) , prefazione di Vittorio Gottardi, Milano, F. Cassina, 1907.
- Cesare Citterio, Bianco e nero. Novelle a matita, prefazione di Vittorio Gottardi, Milano, Baldini e Castoldi, 1911.